# Pontotoc County, Oklahoma
Pontotoc County är ett administrativt område i deltaten Oklahoma, USA, med 37 492 invånare. Den administrativa huvudorten (county seat) är Ada. 

## Geografi
Enligt United States Census Bureau har countyt en total area på 1 879 km². 1 864 km² av den arean är land och 15 km² är vatten.

### Angränsande countyn
- Seminole County - nord
- Hughes County - nordost
- Coal County - sydost
- Johnston County - syd
- Murray County - sydväst
- Garvin County - väst
- McClain County & Pottawatomie County - nordväst